# Mesochelifer fradei
Espèce
Synonymes
- Mesochelifer insignis Callaini, 1986

Mesochelifer fradei est une espèce de pseudoscorpions de la famille des Cheliferidae.

## Distribution
Cette espèce se rencontre au Portugal en Alentejo, en Espagne en Andalousie, en Algérie et au Maroc,.

## Étymologie
Cette espèce est nommée en l'honneur de Fernando Frade.

## Publication originale
- Vachon, 1940 : Éléments de la faune portugaise des Pseudoscorpions (Arachnides) avec description de quatre espèces nouvelles. Anais da Faculdade de Ciencias do Porto Academia Polytechnica do Porto, vol. 25, p. 141-164.